# Die Kinder der Seidenstraße
Die Kinder der Seidenstraße (en: The Children of Huang Shi, auch: Children of the Silk Road) ist ein australisch-chinesisch-deutsches Historiendrama aus dem Jahr 2008 von Regisseur Roger Spottiswoode mit Jonathan Rhys Meyers und Radha Mitchell in den Haupt- sowie Chow Yun-fat und Michelle Yeoh in Nebenrollen. Das Drehbuch zu dem Flüchtlingsepos, das in China im Zweiten Weltkrieg spielt, stammt von Jane Hawksley und James MacManus. Bei der Wiedergabe der historischen Ereignisse nimmt sich der Film einige erzählerische Freiheiten.

## Handlung
Zu Zeiten des Zweiten Japanisch-Chinesischen Kriegs (ohne förmliche Kriegserklärung) gibt sich der junge Fotojournalist George Hogg, Oxford-Absolvent und von Haus aus Pazifist, 1937 als Mitarbeiter des Roten Kreuzes aus und schleicht sich durch die von Japanern besetzte und zerstörte Stadt Nanjing. Dort wird er Zeuge einer Massenexekution der Japaner und macht Fotos. Japanische Soldaten stellen ihn, er wird verhört und die Bilder werden entwickelt. Der diensthabende Offizier will ihm kurzerhand den Kopf abschlagen. Der Partisan Chen „Jack“ Hansheng kann ihm mit seinen Männern aus der Distanz das Leben retten. Chen und George beobachten in den Ruinen die Hinrichtung eines britischen Landsmannes, bei der sie nicht einschreiten können.
Chen schleift Hogg aus Nanjing, nachdem er zuvor mit seinen Kameraden eine Steuerbehörde gesprengt hatte. Hogg erlebt mit, wie ihr staubiges Camp an der Bahnlinie von Flugzeugen unter Beschuss genommen wird. Chen, der in Westpoint studiert hat, schickt ihn zu der attraktiven Krankenschwester Lee Pearson, die in Huangshi notdürftig ein verfallenes Waisenhaus bzw. eine Schule führt. Den ganzen Film über ziehen abgemagerte Flüchtlinge zu Tausenden und Abertausenden durch das Land.
Vor Ort macht Hogg Bekanntschaft mit den Kriegswaisen, die sich nicht unterkriegen lassen. Die Kinder sind zum Teil traumatisiert, die medizinische Versorgung ist unzureichend und die Lebensmittelfrage ungelöst. George Hogg hilft Lee Pearson mit den technischen Installationen und besorgt bei Mrs. Wang Saatgut und Medikamente. Nach anfänglichen Reibereien wird er Lehrer und schließt die Kinder alsbald ins Herz (und führt dort Basketball ein). Chen, der an Malaria erkrankt ist, stößt zu ihnen. George und Lee verlieben sich allmählich ineinander.
Hogg, der nun das Hochchinesische beherrscht, verhandelt mit den Nationalisten, die das Gebäude konfiszieren wollen, weil die Japaner vorrücken. 1944 entschließt er sich, mit Chen und Lee und den 60 Kindern auf einen 700 Meilen langen Marsch „die Seidenstraße hinauf“ bis an den Rand der Wüste Gobi zu gehen, unter anderem über das Gebirge Liupan, und das im kältesten Winter seit 20 Jahren. Ein Kind erhängt sich, eines fällt Kampfhandlungen zum Opfer, ein weiteres wird von einem Wagen erschlagen. Später bekommen sie vier Lastwagen geschenkt. Sie sind mehr als drei Monate unterwegs und finden eine neue Bleibe in Shandan.
Im Jahr 1945 stirbt Hogg an Tetanus.
Hier endet die Erzählung. In kurzen Gesprächen haben noch zehn Minuten einige „seiner“ authentischen Kinder das Wort, die zum Zeitpunkt der Dreharbeiten in ihren Achtzigern waren.

## Kritiken
- „ein arg unterschätzter Regisseur […] ‚The Children of Huang Shi‘ ist nicht seine beste Arbeit – ein konturierteres Drehbuch wäre vonnöten gewesen – aber strahlt Intelligenz aus. Von wie vielen historischen Epen kann man das dieser Tage behaupten?“ (The Christian Science Monitor[4])
- „Chow Yun-Fat stiehlt die Show […] Roger Spottiswoode inszeniert altmodisch und ohne Süßlichkeit das kriegsgeplagte China realistisch (wo auch gedreht wurde) und mit einer Besetzung, die das Ernst-Unerschütterliche daran zu vermitteln vermag. Der großartige Kameramann Zhao Xiaoding gibt sich viel Mühe mit den Staubteufeln und Kugelhageln, wie auch mit dem glühenden Antlitz der Michelle Yeoh, deren geschäftstüchtige Kriegswitwe ein eher unpolitisch gehaltenes Skript mit politischen Nuancen versieht. Hogg selbst bleibt ein wenig undurchsichtig […], genau deswegen sind die Bekundungen der Zeitzeugen im Nachspann überraschenderweise tatsächlich berührend.“ (Jeanette Catsoulis: The New York Times[5])
- „Schön wie ein Film […] stark glamourisiert […] lieblich anzuschauen und erzählt eine wunderbare Geschichte, wenn auch schlecht.“ (Steve Rhodes: rec.arts.movies.reviews[6])
- „Die Inszenierung ist behutsam, aber nicht originell; ein Kind ist rebellisch, ein anderes lernt schnell und so weiter, und da ist eine Ziege, die jedes Mal meckert, wenn sie im Bild ist […] unterwältigend […] ich hab’s gerne angeschaut“ (Roger Ebert[7])
- „so ziellos wie das echte Leben.“ (Tasha Robinson: A. V. Club[8])
- „ungeschlacht, sieht herrlich aus […] Ausstrahlung, Emotion oder Stil fehlt gänzlich […] Humanisten ergeben meist nicht die dankbarsten Rollen“ (Robert Koehler: Variety[9])
- „Ein kalter, trockener Film mit dem Geschmack von Wasser und Weißbrot“ (Reel.com[10])
- „Irgendwo ist in dem unbefriedigenden Drama eine großartige Dokumentation verborgen, die heraus möchte.“ (Minneapolis Star Tribune[11])
- „Rhys Meyers ist zu glatt für die Rolle, Mitchell zu hübsch. […] Hässliche Menschen fehlen gleich ganz.“ (David N. Butterworth: Offoffoff.com[12])
- „mit den hehren Zielen bzw. den furchtbaren Methoden von Der ewige Gärtner und Blood Diamond nach China […] letztlich behält doch die kolonialistische Überheblichkeit die Oberhand“ (Fernando F. Croce: Slate[13])

Lewis Beale fand lobende Worte für Radha Mitchell, Jonathan Rhys Meyers und Chow Yun-Fat, und weiter: „altmodische Handwerkskunst […] läuft wie geschmiert“.

## Sonstiges
Dass das Wirken der Neuseeländer Rewi Alley und Kathleen Hall (Inspiration für Lee Pearson) bei den dargestellten Ereignissen übergangen wurde, bewertete die neuseeländische The Dominion Post als grob unangemessen.
Gedreht wurde in Dunhuang, Gansu, China; Liancheng, Gansu, China; Melbourne, Victoria, Australien und in Shanghai, China.
Der Film hatte ein Budget von 17,7 Millionen US-Dollar und spielte über sieben Millionen US-Dollar ein.
In einzelnen Szenen wurden bis zu 1000 Statisten eingesetzt, und an einem Tag spielten 50 Maulesel, 80 Kamele und 120 Pferde.